# Mihail Kadžaja
Mihail Kadžaja (eredeti grúz nevén: მიხეილ ქაჯაია) (Ckaltubo, Grúzia, 1989. július 21. –) grúz származású, 2017-től szerb színekben versenyző kötöttfogású birkózó. A 2018-as birkózó-világbajnokságon a bronzmérkőzésig jutott 97 kg-os súlycsoportban, kötöttfogásban. A 2018-as birkózó Európa-bajnokságon ezüstérmet nyert 97 kg-ban. A 2013-as Universiadén bronzérmes lett 96 kg-ban. A 2018-as Mediterrán Játékokon bronzérmet szerzett 97 kg-ban.

## Sportpályafutása
A 2018-as birkózó-világbajnokságon a bronzmérkőzésig jutott.